# البيضاء (صحابية)
البيضاء واسمها دعد بنت جحدم الفهرية، من بني الحارث بن فهر، وزوج وهب بن ربيعة بن هلال، ولدت له سهيل وصفوان، وبها عرف ولداها، فقيل ابنا البيضاء. لها ولولديها صحبة.